# John Meyrick
David John Charlton Meyrick, 4:e baronet, född 2 december 1926 i Towcester, död 6 februari 2004 i Pembroke, var en brittisk roddare.
Meyrick blev olympisk silvermedaljör i åtta med styrman vid sommarspelen 1948 i London. Han ärvde faderns baronetvärdighet 1983, och fick därmed rätt att kalla sig Sir John Meyrick, Bart.